# Tisserand (Mondkrater)

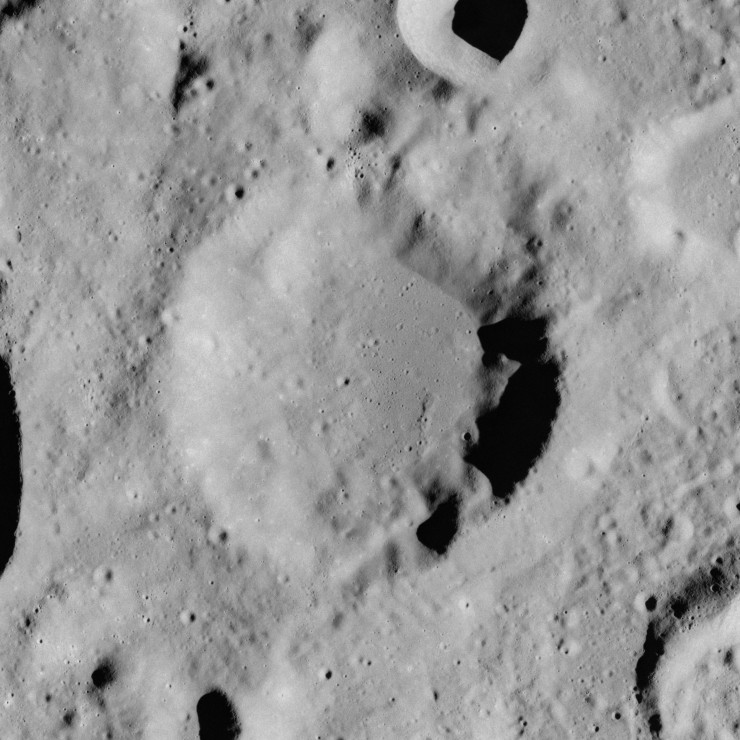
Tisserand Krater, 1972 aus 234 km Höhe von Apollo 17 aufgenommen, 2014 bearbeitet

Tisserand ist ein Einschlagkrater auf der nordöstlichen Mondvorderseite, östlich des Kraters Macrobius nahe dem westlichen Rand des Mare Crisium.
Der mittelgroße, etwas unregelmäßig geformte Krater ist mäßig erodiert.
| Buchstabe | Position           | Durchmesser | Link |
| --------- | ------------------ | ----------- | ---- |
| A         | 20,3° N, 49,48° O  | 25 km       |      |
| B         | 20,61° N, 51,33° O | 9 km        |      |
| D         | 21,75° N, 49,47° O | 6 km        |      |
| K         | 19,73° N, 50,21° O | 14 km       |      |

Der Krater wurde 1935 von der IAU nach dem französischen Astronomen Félix Tisserand offiziell benannt.